# Falsoibidion encaustum
Falsoibidion encaustum är en skalbaggsart som beskrevs av Holzschuh 1999. Falsoibidion encaustum ingår i släktet Falsoibidion och familjen långhorningar. Inga underarter finns listade i Catalogue of Life.